# Пета кордунашка ударна бригада
Алтернативни називи:
Друга кордунашка бригада
 Пета народноослободилачка ударна бригада Хрватске
 Друга бригада Осме дивизије НОВЈ
Пета кордунашка ударна бригада формирана је 16. септембра 1942. у селу Петрова Пољана на Кордуну од делова Првог и Другог кордунашког НОП одреда. Приликом оснивања бројала је око 700 бораца. а 30. јуна 1943. 1.308 бораца.
Од формирања Осме дивизије, па до краја рата, Четврта кордунашка формацијски је била у саставу те дивизије, и учествовала је у операцијама дивизије и Четвртог корпуса.
Одликована је Орденом народног ослобођења, Орденом партизанске звезде и Орден братства и јединства.